# Montong Terep
Montong Terep is een bestuurslaag in het regentschap Centraal-Lombok van de provincie West-Nusa Tenggara, Indonesië. Montong Terep telt 9901 inwoners (volkstelling 2010).